# Limnias myriophylli
Limnias myriophylli is een raderdiertjessoort uit de familie Flosculariidae. De wetenschappelijke naam van deze soort is voor het eerst geldig gepubliceerd in 1868 door Tatem.